# Coryssocnemis faceta
Coryssocnemis faceta är en spindelart som beskrevs av Willis J. Gertsch 1971. Coryssocnemis faceta ingår i släktet Coryssocnemis och familjen dallerspindlar. Inga underarter finns listade i Catalogue of Life.